# Szentháromság-székesegyház (Szentpétervár)
A Szentháromság-székesegyház, olykor Troickij-székesegyház (oroszul: Троицкий собор [Troickij szobor] vagy Троице-Измайловский собор [Troice-Izmajlovszkij szobor) orosz ortodox katedrális Szentpétervárott. A hajdan az orosz cári hadsereg Izmajlovszkij ezredének templomaként funkcionáló épület empire stílusban épült 1828 és 1835 között Vaszilij Petrovics Sztaszov tervei alapján. Az Admiralitástól délre, az Izmajlovszkij proszpekten található, nem messze a Tyehnologyicseszkij Insztyitut metróállomástól.
A katedrális északi homlokzata előtt 1886-ban emlékoszlopot emeltek a győztes 1877–78-as orosz–török háborúnak. A hosszú ideig elhanyagolt épületet a rendszerváltás után kezdték el restaurálni és visszaállítani a forradalom előtti állapotába. 2006. augusztus 25-én az újjáépítési munkák során a székesegyház fő kupolája tűzre kapott, és az egyik kisebb kupolával egyetemben beomlott. A mintegy 3000 férőhelyes templom 2010-ben, a restaurálási munkák befejeztével nyitott meg ismét.
A székesegyház 1990-ben a szentpétervári világörökség részévé vált.

## Történelem
Az orosz hagyomány szerint a császári őrök minden ezredének saját katedrálisa volt. A Szentháromság-székesegyház volt a császári őrök Izmajlovszkij-ezredének temploma, melyet Izmajlovo királyi rezidenciájáról neveztek el, mely Moszkva közelében van.
1733. július 12-én Szentpétervárban szentelték fel egy nagy templomként szolgáló terepsátort állítva fel, mely sötétkék szaténra festett ikonokkal volt díszítve. A templom azonban csak nyáron működött, télen a katonáknak és a tiszteknek más plébániatemplomokban kellett részt venniük. 1754–1756-ban Erzsébet orosz cárnő megbízásából egy fából készült templomot építettek a helyszínen. A templomnak két oltára volt, a fontosabbat a Szentháromság nevére szentelték fel. Súlyos károkat szenvedett az 1824-es árvíz következtében, és Vaszilij Sztaszov újjáépítette, I. Miklós orosz cár megbízásából.

### A templom építése

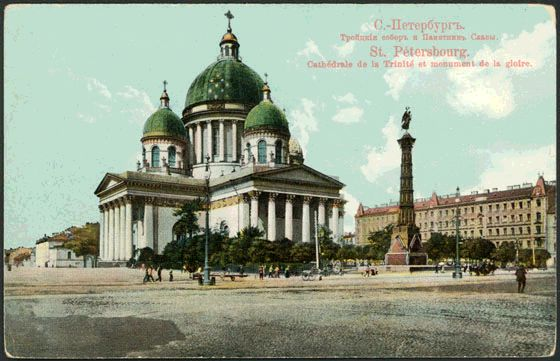
A szentpétervári Szentháromság-székesegyház az orosz neoklasszicizmus csúcspontját képviseli

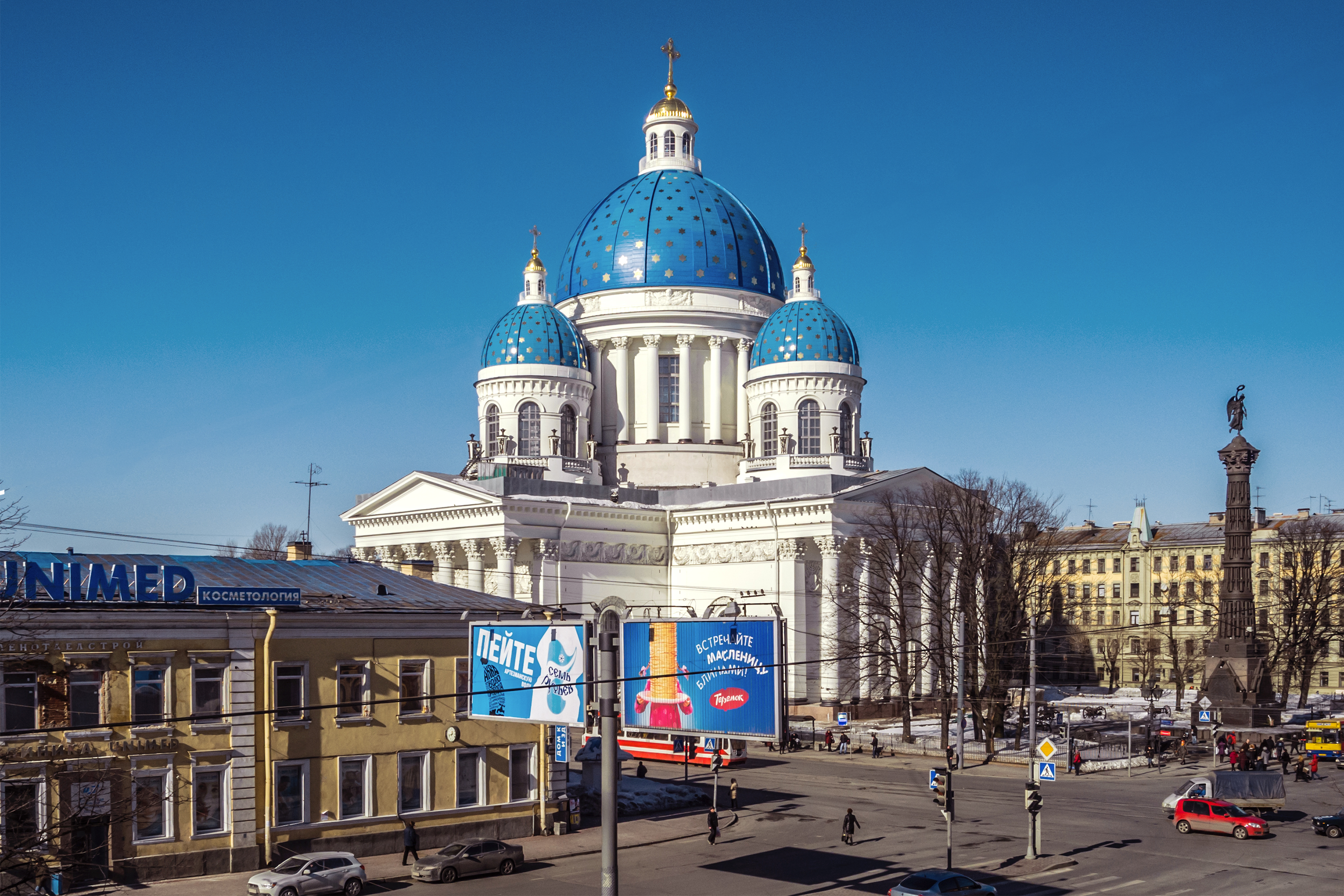
A katedrális a dicsőség oszlopával 2011-ben

Az új templom építése 1828 májusában kezdődött, a székesegyházat pedig 1835 májusában szentelték fel. A székesegyház több mint 80 méter magas, és uralja a környezetet. A székesegyház falára emléktáblákat helyeztek el a csata során meggyilkolt ezred tisztjei számára. A székesegyház megnyitása után az ezred 1854–1855-ös és az 1877–1878-as hadizsákmányait, zászlókat, az erődök kulcsait és egyéb trófeákat szintén a katedrálisban helyezték el.
A Szentháromság-székesegyház híres gyűjteménye az ikonok. A székesegyház legjelentősebb részében a Betlehem-ikon, míg a déli részben a Jézus Krisztus-ikon található. Erzsébet cárnő 1742-ben mutatta be a templom Szentháromság életének kezdete című ikonját. A székesegyházban elhelyezett egyéb szent tárgyak között szerepelt egy 1753-ban kereszt alakban készített nagy ív, egy nagy ezüstkereszt, amelyet I. Miklós 1835-ben mutatott be, és két nagy evangéliumi könyv értékes kötésben.

### A forradalom után
1922-ben a katedrális értéktárgyainak nagy részét kifosztották, és a rablást még néhány évig folytatták, amíg a katedrálist végül bezárták 1938-ban. Pletykák voltak arról a tervről, hogy lerombolják a székesegyházat, és a fennmaradó anyagot felhasználják a kerületi munkásszínházhoz. A székesegyház azonban átkerült a Szovjet Távközlési Minisztériumhoz, ennek lett a raktára. A székesegyház csak 1990-ben került vissza az orosz ortodox egyház kezelésébe, amikor a restaurálás megkezdődött. Addigra a belső tér már nagyjából csupasz volt, ahhoz képest amilyen fenséges a forradalom előtti pompája volt.

### 2006. évi tűz

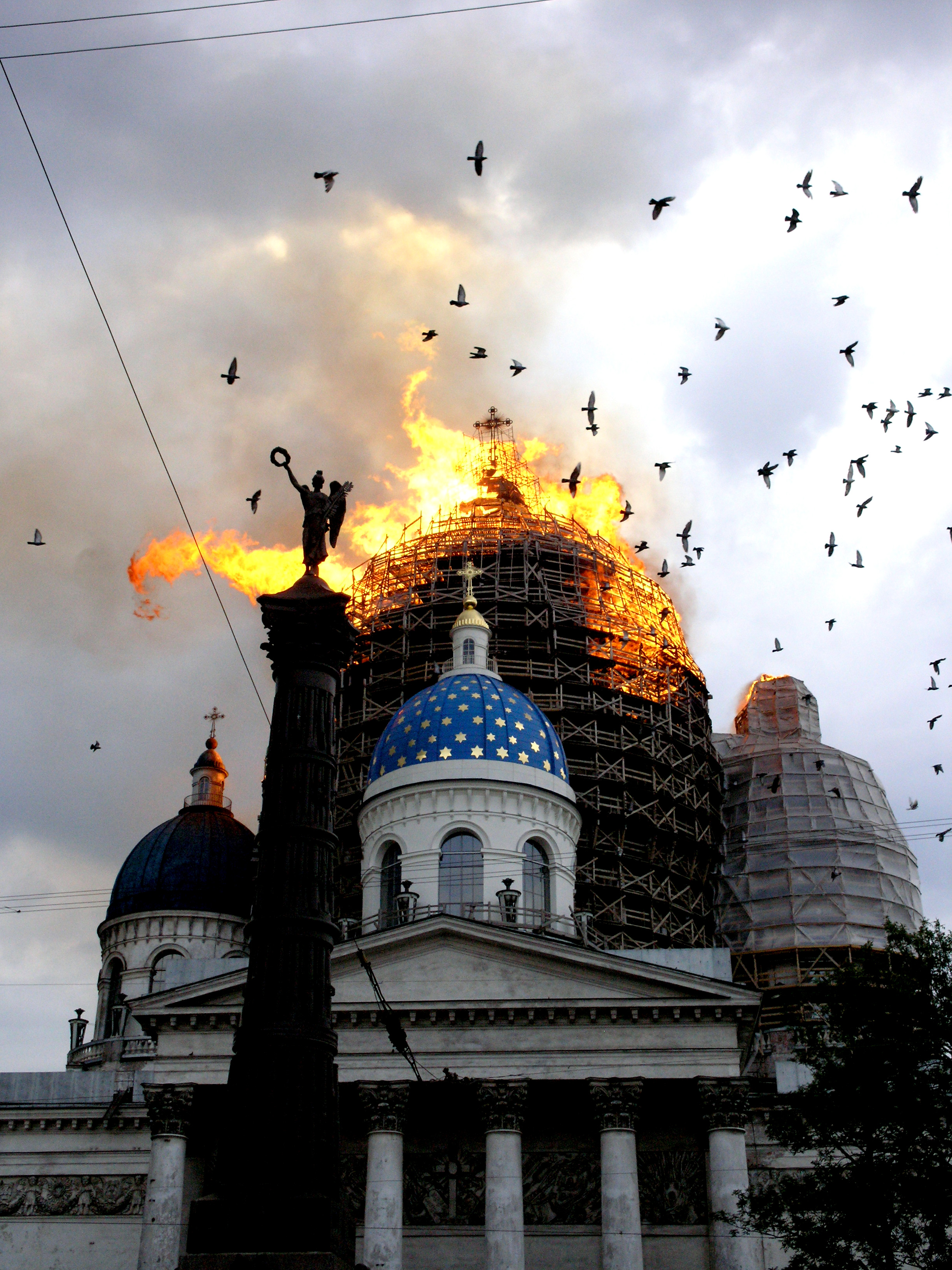

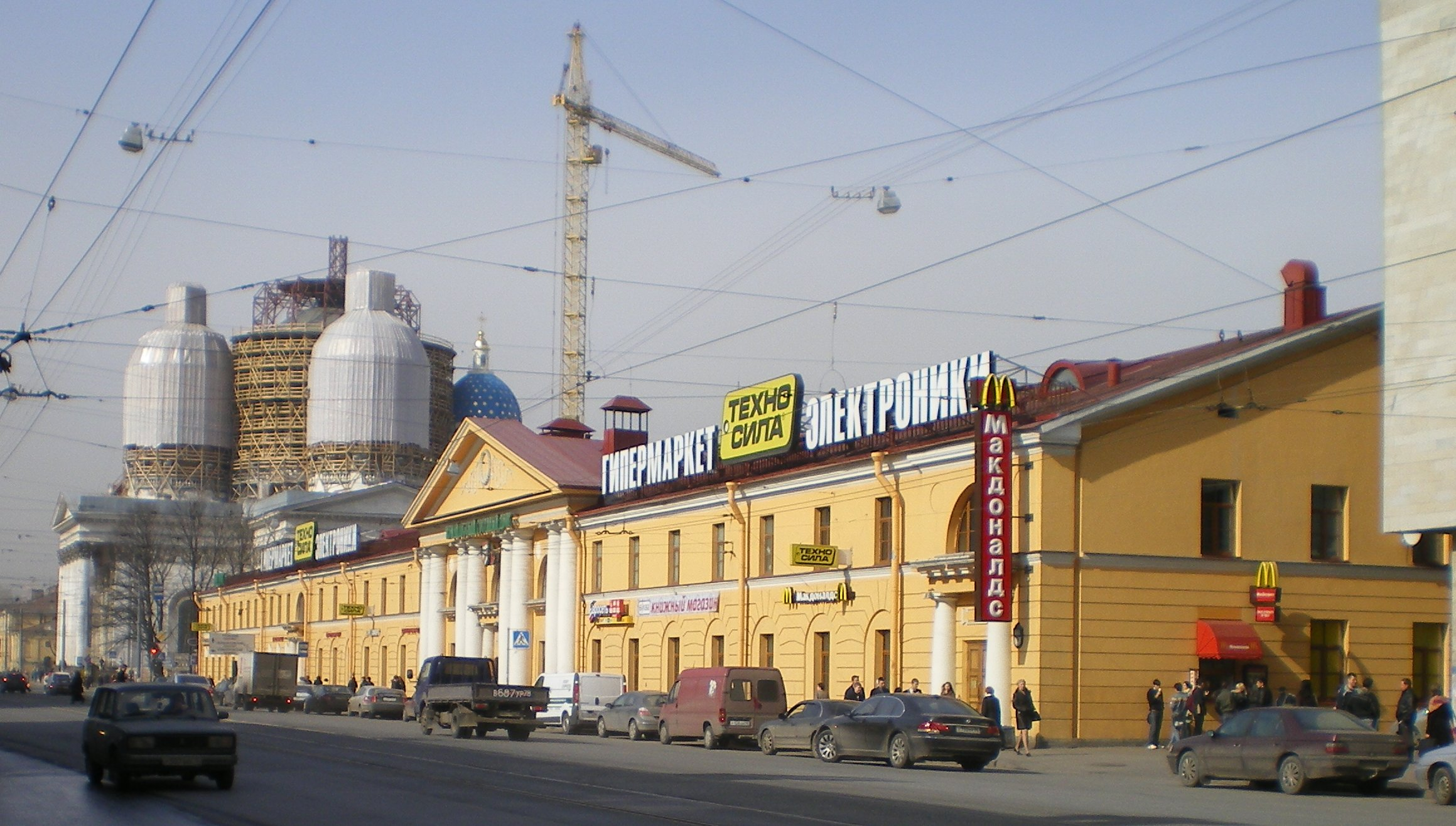
Restaurációs munkák 2008 áprilisában

2006. augusztus 24-én, a székesegyház rekonstrukciója alatt, a restaurátorok állványai felől származó tűzben összeomlott a fő kupola, megsemmisült a négy kisebb kupola egyike, és súlyosan megsérült a belső tere. A tűz a székesegyház központi kupoláján kívüli állványokon égett. Sérülésekről nem számoltak be.
A tűzoltók küzdöttek a másik három kupola megmentése érdekében, amíg a mentőszolgálatok eltávolították az ikonokat és más vallási tárgyakat. Egy helikopter vizzel oltotta a történelmi szerkezetet. Körülbelül négy órával a láng kitörése után a megmaradt három kupola egyike megsérült, de a tüzet elfojtották.
A láng látszólag az állványzaton kezdődött. A legértékesebb ikonokat és egyéb elemeket megmentették, és a tető alatti szerkezeti károk csekély voltak.
A tűzoltók később megpróbálták minimalizálni a károkat. A szentpétervári sürgősségi igazgatóság tagadta a korábbi sajtóközleményeket, amelyek szerint a székesegyház legalább két kupolája megsemmisült volna. Valentina Matviyenko kormányzó vállalta, hogy helyreállítja a katedrálist a lehető legrövidebb időn belül, és vállalta, hogy abban az évben 30 millió rubelt (1,12 millió dollárt) különít el a katedrális újjáépítésére. A restauráció befejeződött, és a katedrális újból megnyílt 2010-ben.

## Fordítás
Ez a szócikk részben vagy egészben  a   Trinity Cathedral, Saint Petersburg című angol Wikipédia-szócikk ezen változatának fordításán alapul.  Az eredeti cikk szerkesztőit annak laptörténete sorolja fel. Ez a jelzés csupán a megfogalmazás eredetét és a szerzői jogokat jelzi, nem szolgál a cikkben szereplő információk forrásmegjelöléseként.